# Tuanzhou (sockenhuvudort i Kina, Hunan Sheng, lat 29,33, long 112,77)
Tuanzhou (kinesiska: 团洲, 团洲乡) är en sockenhuvudort i Kina. Den ligger i provinsen Hunan, i den södra delen av landet, omkring 130 kilometer norr om provinshuvudstaden Changsha. Antalet invånare är 25 751. Befolkningen består av 12 535 kvinnor och 13 216 män. Barn under 15 år utgör 11,0 %, vuxna 15-64 år 79 %, och äldre över 65 år 9,0 %.
Runt Tuanzhou är det tätbefolkat, med 442 invånare per kvadratkilometer. Närmaste större samhälle är Huage, 11,7 km väster om Tuanzhou. 
Genomsnittlig årsnederbörd är 1 739 millimeter. Den regnigaste månaden är maj, med i genomsnitt 294 mm nederbörd, och den torraste är december, med 38 mm nederbörd.